# Ferrari 801

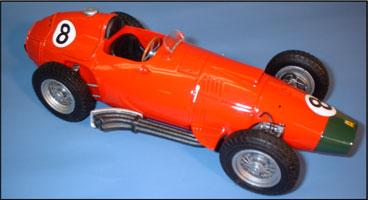
modell av bilen

Ferrari 801 är en formel 1-bil, tillverkad av den italienska biltillverkaren Ferrari 1957.

## Bakgrund
Gianni Lancia hade överlämnat D50-bilarna till Scuderia Ferrari i mitten av säsongen 1955, sedan den krassa ekonomiska verkligheten tvingat Scuderia Lancia att lägga ned verksamheten. Stora delar av personalen, inklusive konstruktören Vittorio Jano, följde med över till Ferrari. Ferrari valde att ge upp den olycksaliga Squalo-modellen och satsa på Lancia-bilen istället. Ferrari 801 blev den sista utvecklingen av D50-modellen.

## Utveckling
Ferrari hade infört en rad förändringar redan under 1956 som omvandlade bilen från en Lancia till en Ferrari. När Ferrari 801 introducerades till säsongen 1957 hade V8-motorns cylindermått ändrats så att den var kortslagig, som alla Ferrari-motorer. Bilen hade övertagit hela fronten, inklusive hjulupphängningen, från Supersqualon och den nya karossen hade slutligen berövats alla spår av Janos typiska bränsletankar placerade mellan hjulaxlarna.

## Tekniska data
| Tekniska data           | 801                                                              |
| ----------------------- | ---------------------------------------------------------------- |
| Motor:                  | Frontmonterad 8-cylindrig V-motor                                |
| Cylindervolym:          | 2486 cm³                                                         |
| Borrning x slaglängd:   | 76,0 x 68,5 mm                                                   |
| Max effekt vid varvtal: | 275 hk vid 8 400 v/min                                           |
| Kompression:            | 11,5:1                                                           |
| Ventilstyrning:         | 2 överliggande kamaxlar per cylinderrad, 2 ventiler per cylinder |
| Förgasare:              | 4 Solex 40 PII                                                   |
| Växellåda:              | 5-växlad manuell, transaxel                                      |
| Hjulupphängning fram:   | Dubbla tvärlänkar, skruvfjädrar, krängningshämmare               |
| Hjulupphängning bak:    | De Dion-axel, dubbla längslänkar, tvärliggande bladfjäder        |
| Bromsar:                | Hydrauliska trumbromsar                                          |
| Chassi & kaross:        | Fackverksram med aluminiumkaross                                 |
| Hjulbas:                | 228 cm                                                           |
| Torrvikt:               | 650 kg                                                           |
| Toppfart:               | 280 km/h                                                         |

## Tävlingsresultat

### Formel 1-VM 1957
801-modellen var aldrig konkurrenskraftig nog att matcha Maseratis och Vanwalls bilar under säsongen 1957. Luigi Musso lyckades ta två andraplatser under året, i Frankrikes Grand Prix och Storbritanniens Grand Prix. Mike Hawthorn tog en andraplats i Tysklands Grand Prix.
I förarmästerskapet slutade Musso på tredje plats, följd av Hawthorn på fjärde plats.